# Sociedad de Beneficencia Pública del Cusco
La Sociedad de Beneficencia del Cusco se fundó el 20 de enero de 1835 a través de un Decreto de Fundación emitido en la Prefectura del Cusco. Inició sus funciones según acta de instalación del 22 de enero de 1835. La idea de su funcionamiento era cumplir similar papel que la Sociedad de Beneficencia creada en la ciudad de Lima por Supremo Decreto del 12 de julio de 1834 emitido por el General Luis José de Orbegoso y Moncada, Presidente Provisional del Perú. Tiene, en consecuencia, la finalidad de administrar los establecimientos de caridad de la ciudad del Cusco para servir a personas de escasos recursos, enfermos y ancianos.

## Historia
Mediante Supremo Decreto del 12 de julio de 1834 emitido por el General Luis José de Orbegoso y Moncada, Presidente Provisional del Perú se creó en la ciudad de Lima, capital del Perú, la Sociedad de Beneficencia de Lima. Sobre ese antecedente, el 20 de enero de 1835, el presidente ordenó que se establezca en la ciudad del Cusco una sociedad similar sobre la base de la Sociedad Hospitalaria que existía hasta ese momento y con el concurso de las "personas más principales" de la población.
El 22 de enero de 1835, tras reunirse en el Cabildo los miembros de la Sociedad Hospitalaria y 40 personas "principales" de la ciudad, se levantó el acta de fundación de la Sociedad de Beneficencia del Cusco. En ella se nombró como director al señor Anselmo Centeno y como vicedirector al señor Juan Bautista Cernadas.
En el año 1985, el gobierno peruano estableció que la sociedad era un organismo público descentralizado con personería jurídica de derecho público que realiza funciones de bienestar y promoción social por encargo de la ley. Posteriormente esta regulación sobre la naturaleza jurídica y el régimen de las sociedades de beneficencia fue regulado en el año 2018
Desde el año 2007, se aprobó el Plan Anual de Transferencias de Competencias Sectoriales a los Gobiernos Regionales y Locales con lo que desde 2011 la Municipalidad Provincial del Cusco asumió el control de la sociedad.

## Centros asistenciales

### Hogar María Salomé Ferro
Ubicado en la avenida Grau en el distrito de Santiago, este hogar cercano al local del Hospital Antonio Lorena tiene capacidad para albergar a 50 niños y adolescentes en estado de abandono entre los 5 y los 18 años. El hogar tiene un equipo multidisciplinario (psicólogo, asistenta social, enfermera) y brinda alimentación, vestido, salud y educación a los niños albergados.

### Hogar San Judas Chico
Ubicado en la Avenida Velasco Astete en el distrito de Wanchaq, este hogar tiene capacidad para albergar a 45 niñas y señoritas en estado de abandono entre los 5 y 18 años. en estado de abandono entre los 5 y los 18 años. El hogar tiene un equipo multidisciplinario (psicólogo, asistenta social, enfermera) y brinda alimentación, vestido, salud y educación a los niños albergados.

### Hogar Casa Acogida
Ubicado en la Plazoleta de la Almudena  en el distrito de Santiago, este hogar creado en el año 2005 atiende adolescentes mujeres entre los 12 y 18 años que han sido víctimas de delitos de trata de personas. Las menores enviadas a la Casa por la Fiscalía o el Poder Judicial están en estado de protección y no se les permite salir a la calle. Luego, previa evaluación favorable, se inicia el proceso de reinserción a sus familias y a la sociedad o, hasta que cumplan la mayoría de edad.

### Centro Gerontológico San Francisco de Asís
Ubicado en la Calle Recoleta, en el distrito de Cusco, este hogar se encuentra regentado por la Orden de las hermanitas de los ancianos desamparados. La orden llegó al Cusco el 27 de abril de 1981 y brinda en esta casa protección para los mayores de 65 años en estado de abandono o extrema pobreza.

### Hospital de Salud Mental San Juan Pablo II
Ubicado en la Plazoleta de la Almudena, creado en 1967 como Albergue de mendigos, desde 1980 está administrado directamente por la Sociedad de Beneficencia.